# میدان هوایی بوست
فرودگاه بوست (به انگلیسی: Bost Airport) (به زبان بومی: Lashkargah Airport) یک فرودگاه همگانی با کد یاتا BST است که یک باند فرود آسفالت دارد و طول باند آن ۲۳۰۰ متر است. این فرودگاه به شهر لشکرگاه در استان هلمند در افغانستان خدمات رسانی می‌کند و در ارتفاع ۷۵۱ متری از سطح دریا واقع شده‌است. این شهر در کرانه شرقی رود هیرمند در ۵ مایلی (۸ کیلومتری) شمال محل اتصال آن به رود ارغنداب قرار دارد. همچنین در ۷۵ مایلی (۱۲۱ کیلومتری) غرب قندهار قرار دارد.

## تاریخچه
این فرودگاه در سال ۱۹۵۷ با کمک ایالات متحده تاسیس شد. در سال ۲۰۰۸، یک پروژه بزرگ برای بازسازی فرودگاه فعلی و همچنین ایجاد یک پارک صنعتی و کشاورزی آغاز شد. بودجه کلی این پروژه ۵۲ میلیون دلار آمریکایی بود که توسط نمایندگی ایالات متحده آمریکا برای انکشاف بین‌المللی اهدا گردید.
در ۴ ژوئن ۲۰۰۹، باند و ترمینال جدید توسط هیئتی از مقامات عالی رتبه دولتی و سفرای ایالات متحده و بریتانیا افتتاح شد. باند آسفالت جدید ۲۳۰۰ متر طول و ۴۳ متر عرض دارد که سومین باند طولانی در افغانستان است.

## امکانات
این فرودگاه در ارتفاع ۲۵۴۰ فوتی (۷۷۴ متری) بالاتر از سطح متوسط دریا قرار دارد. این باند دارای یک باند به نام ۰۱/۱۹، با سطح آسفالتی به ابعاد ۷۵۴۹ در ۱۰۰ فوت (۲۳۰۱ متر × ۳۰ متر) است. این باند قبلاً دارای سطح شنی به ابعاد ۶۲۳۳ در ۱۵۰ فوت (۱۹۰۰ متر × ۴۶ متر) بود.